# Diamonds & Dancefloors
《Diamonds & Dancefloors》는 미국의 가수 에이바 맥스의 두 번째 정규 앨범으로, 2023년 1월 27일 애틀랜틱 레코드를 통해 발매되었다. 2021년 동안 녹음된 이 앨범은 맥스의 데뷔 정규 앨범 《Heaven & Hell》(2020)과 마찬가지로 댄스 팝 음반이다. 본 앨범은 〈Maybe You're the Problem〉, 〈Million Dollar Baby〉, 〈Weapons〉, 〈Dancing's Done〉, 〈One of Us〉, 〈Ghost〉 등 여섯 개의 싱글을 통해 홍보되었다. 이 앨범은 오스트리아, 독일, 헝가리, 스페인, 스위스를 비롯한 여러 국가에서 톱 10 안에 진입했으며, 미국에서는 《빌보드》 200 차트에서 34위로 데뷔했다.
《Diamonds & Dancefloors》는 메타크리틱에서 4개의 리뷰를 기반으로 100점 만점에 80점을 받으며 전반적으로 호평을 받았다. 평론가들은 앨범의 프로덕션 퀄리티, 보컬 퍼포먼스, 1980년대풍 댄스 팝 요소의 도입 등을 높이 평가했으며, 반면 일부는 인터폴레이션의 반복 사용과 가사의 독창성 부족을 지적했다.

## 배경
2022년 2월 12일, 에이바 맥스는 상징적인 '맥스 컷' 헤어스타일을 자르고 머리를 빨갛게 염색해 새로운 시대의 시작이라는 추측을 불러일으켰다. 같은 해 3월 2일, 그녀는 〈Maybe You're the Problem〉이라는 곡이 리드 싱글이 될 것이라고 공식 발표했다. 또한 다가올 앨범이 지금까지 중 가장 개인적인 앨범이 될 것이라고 밝혔다. 《빌보드》와의 인터뷰에서, 그녀는 2021년 내내 앨범 작업을 해왔으며, 이 해를 "자신의 인생에서 가장 힘든 해"라고 표현했다. 아울러, 최근 녹음한 곡들이 더욱 솔직하고 취약한 감정을 담고 있어 "무섭다"고도 털어놓았다.
2022년 6월 1일, 맥스는 앨범 제목과 원래의 주요 커버 아트를 먼저 SNS에, 이어 《투데이 쇼》에서 공개했다. 원래 커버 아트에는 다이아몬드에 둘러싸인 채 입에 다이아몬드를 문 모습의 맥스가 등장했다. 이 앨범에는 총 14곡이 수록될 예정이었다. 원래는 2022년 10월 14일 발매 예정이었으나, 2022년 12월 19일에 공개된 공식 메인 커버 아트와 함께 2023년 1월 27일로 발매가 연기되었다.

## 커버 아트워크
이 앨범에는 총 세 가지의 공식 커버 아트워크가 있으며, 모두 미국의 사진작가 마릴린 휴가 촬영했다. 첫 번째 커버 아트는 2022년 6월 1일, 에이바 맥스가 자신의 SNS를 통해 공개했다. 이 커버는 다이아몬드로 뒤덮인 맥스가 입에 다이아몬드를 문 채 클로즈업된 모습을 담고 있다. 이후 이 이미지는 음반의 실물 버전에만 사용되었고, 디지털 및 스트리밍 버전에는 새로운 커버가 사용되었다.
메인 커버 아트는 2022년 12월 19일, 다시 한 번 맥스의 SNS를 통해 공개되었다. 이 커버는 앨범의 네 번째 싱글 〈Dancing's Done〉의 비주얼라이저 촬영 후에 촬영되었으며, 파란색 다이아몬드 위에 누운 맥스의 머리 근처로는 은색 다이아몬드들이 보인다. 《ET 캐나다》와의 인터뷰에서, 맥스는 이 이미지를 메인 커버로 선택한 이유를 다음과 같이 설명했다.
〈Dancing's Done〉 비주얼라이저 촬영 끝나고 나서, ‘오케이, 전 앨범 커버를 너무 오래 붙잡고 있었어. 이제 바꿔야 할 때야. 이걸로 바꾸자.’는 생각이 들었어요. 그리고 이 사진이야말로 앨범 커버 같다는 느낌이 들었죠.— 에이바 맥스, "Ava Max Explains Why She Changed 'Diamonds & Dancefloors' Album Cover", 《ET 캐나다》

 이 앨범은 세 번째 커버도 존재하는데, 이는 CD 버전의 대체 앨범 커버로 사용되었다. 이 커버는 원래 뒷면 커버를 앞면으로, 앞면 커버를 뒷면으로 교체한 구성이다. 해당 커버에서는 맥스가 거대한 기울어진 다이아몬드 위에 서서 한 손에는 공중에 매달린 마이크를 들고, 다른 손으로는 샴페인을 따르는 모습이 담겨 있다.

## 구성
《Diamonds & Dancefloors》는 팝, 댄스 팝, 뉴 웨이브 장르에 기반한 음반으로, "신스 팝을 뼈대로" 하고 있으며 "90년대 신스와 디스코 감성이 더해진 일렉트로팝 멜로디"가 특징이다. 에이바 맥스에 따르면 이 음반의 사운드와 가사는 "같이 울고 춤추게 만들 것"이며, 음반의 주요 주제는 "기본적으로 댄스플로어 위의 실연"이라고 설명했다. 이전 앨범인 《Heaven & Hell》과 달리, 《Diamonds & Dancefloors》는 그녀의 사생활, 특히 과거 연애 경험을 더 많이 반영한 작품이라고 밝혔다. 음반에는 관계의 악화와 붕괴를 다룬 가사와 함께, 자기 확신과 도피적인 내용을 담은 가사도 포함되어 있다.

## 투어
On Tour (Finally)는 맥스가 《Diamonds & Dancefloors》를 홍보하기 위해 진행한 첫 번째 단독 콘서트 투어이다.

### 배경
이 투어는 2023년 2월 22일 유럽 24개 도시의 일정과 함께 처음 발표되었다. 북미 공연과 음악 페스티벌 일정은 2023년 4월 3일에 공개되었다. 2023년 4월 6일, 미국 가수 엠린이 유럽 공연의 오프닝 액트로 나설 것임을 발표했다. 2023년 5월 4일, 미국 밴드 더 스칼렛 오페라가 북미 공연의 오프닝 액트로 참여한다고 밝혔다.

## 비평적 반응
| 전문가 평가                | 전문가 평가 |
| 총 점수                    | 총 점수     |
| 출처                       | 점수        |
| -------------------------- | ----------- |
| 메타크리틱                 | 80/100      |
| 평가 점수                  |             |
| 출처                       | 점수        |
| 올뮤직                     | [ 28 ]      |
| 《더 라인 오브 베스트 핏》 | 7/10        |
| 《NME》                    | [ 22 ]      |
| 《팝매터스》               | 7/10        |

《Diamonds & Dancefloors》는 리뷰 애그리게이터 《메타크리틱》에서 4개의 리뷰를 기반으로 100점 만점 중 80점을 받아 "대체로 호의적"이라는 평가를 받았다.
이 앨범은 평론가들과 팬들로부터 대체로 긍정적인 평가를 받았으며, 에이바 맥스의 보컬 퍼포먼스, 다양한 댄스 장르의 혼합, 1980년대 댄스 팝 장르에 대한 회귀가 찬사를 받았다. 반면, 지속적인 인터폴레이션 사용, 독창성 부족, 클리셰적인 가사에 대해서는 비판이 제기되었다. 올뮤직의 닐 Z. 영은 이 앨범을 "능숙하게 완성되었고 반복해서 듣기에 이상적이며, 처음부터 끝까지 순수하고 거부할 수 없는 즐거움으로 가득하다"고 평했다. 그는 맥스의 보컬이 "열정적"이라고 평가했다. 《더 라인 오브 베스트 핏》의 샘 프란치니는 이 앨범이 "지속적으로 날카로운 프로덕션으로 반짝이며 빛난다"고 칭찬했지만, "이 곡들을 통해 맥스에 대해 많은 것을 알 수는 없다"며, 곡들에 "서사적인 흐름이 없다"고 지적했다. 또한 올뮤직은 이 앨범을 2023년 자사 연말 결산 '최고의 팝 앨범' 목록에 포함시켰다.

## 상업적 성과
미국에서 《Diamonds & Dancefloors》는 《빌보드》 200 차트에서 34위로 데뷔했으며, 첫 주 동안 앨범 환산 수치 15,000장을 기록했고 이 중 7,000장은 실제 음반 판매량이었다. 해당 음반은 《톱 앨범 세일즈》 차트에서 8위로 데뷔하며 에이바 맥스의 첫 톱 10 앨범이 되었고, 《톱 댄스/일렉트로닉 앨범》 차트에서는 2위에 올랐다. 또한 2023년 미국 내에서 24번째로 많이 팔린 댄스/일렉트로닉 앨범이 되었다.
독일과 스페인에서는 각각 8위와 10위로 데뷔해 두 나라에서 연속으로 톱 10 앨범을 기록했다. 프랑스에서는 14위, 오스트리아에서는 6위로 데뷔하며 《Heaven & Hell》(2020)의 최고 순위를 다시 달성했다. 영국에서는 오피셜 앨범 차트 11위로 데뷔 및 최고 순위를 기록하며, 《Heaven & Hell》에 이어 두 번째로 연속된 톱 15 앨범이 되었다. 2024년 기준으로, 이 음반은 스포티파이에서 5억 회 이상의 스트리밍을 기록했다.

## 곡 목록
| #            | 제목                         | 작사                            | 작곡                                                                                                  | 프로듀서                                     | 재생 시간 |
| ------------ | ---------------------------- | ------------------------------- | --- | -------------------------------------------- | --------- |
| 1.           | 〈Million Dollar Baby〉      | Amanda Ava Koci Jessica Agombar | David Stewart Michael Pollack Peter Rycroft Henry Walter Diane Warren                                 | Cirkut Lostboy Stewart                       | 3:04      |
| 2.           | 〈Sleepwalker〉              | Koci Sean Douglas               | Marcus "MarcLo" Lomax Walter Jonas Jeberg                                                             | Cirkut Jeberg                                | 3:10      |
| 3.           | 〈Maybe You're the Problem〉 | Koci Douglas                    | Lomax Abraham Dertner Walter Jeberg                                                                   | Cirkut Jeberg Dertner [c]                    | 3:10      |
| 4.           | 〈Ghost〉                    | Koci Uzoechi Emenike            | Walter                                                                                                | Cirkut                                       | 3:01      |
| 5.           | 〈Hold Up (Wait a Minute)〉  | Koci Madison Love               | Samuel Martin Nathaniel Merchant Jesse Leonard Aicher Walter William Spencer Bastian Johnny Goldstein | Cirkut Goldstein                             | 2:28      |
| 6.           | 〈Weapons〉                  | Koci Love Melanie Fontana       | Walter Ryan Tedder Michel "Lindgren" Schulz                                                           | Lindgren Cirkut [c]                          | 2:31      |
| 7.           | 〈Diamonds & Dancefloors〉   | Koci Caroline Ailin             | Pollack Walter                                                                                        | Cirkut                                       | 2:35      |
| 8.           | 〈In The Dark〉              | Koci Love                       | Walter Omer Fedi                                                                                      | Cirkut Fedi                                  | 2:52      |
| 9.           | 〈Turn Off the Lights〉      | Koci Love                       | Connor McDonough Walter                                                                               | Cirkut C. McDonough                          | 2:36      |
| 10.          | 〈One of Us〉                | Koci Brett McLaughlin Ailin     | Walter Matthew James Burns                                                                            | Cirkut Burns                                 | 2:59      |
| 11.          | 〈Get Outta My Heart〉       | Koci Love                       | Walter Jason Evigan Bernard Herrmann                                                                  | Cirkut Evigan                                | 3:00      |
| 12.          | 〈Cold as Ice〉              | Koci Love                       | C. McDonough Riley McDonough Jakke Erixson Walter                                                     | Cirkut C. McDonough T.I. Jakke Tor Eimon [a] | 2:23      |
| 13.          | 〈Last Night on Earth〉      | Koci Love                       | C. McDonough Erixson Walter                                                                           | Cirkut C. McDonough                          | 2:57      |
| 14.          | 〈Dancing's Done〉           | Koci Douglas                    | Pablo Bowman Burns Rycroft Walter                                                                     | Lostboy Burns Cirkut [v]                     | 2:46      |
| 총 재생 시간 | 총 재생 시간                 | 총 재생 시간                    | 총 재생 시간                                                                                          | 총 재생 시간                                 | 39:31     |

| #            | 제목                                      | 작사         | 작곡                                  | 프로듀서                  | 재생 시간 |
| ------------ | ----------------------------------------- | ------------ | ------------------------------------- | ------------------------- | --------- |
| 15.          | 〈Maybe You're the Problem〉 (MOTi remix) | Koci Douglas | Lomax Dertner Walter Jeberg           | Cirkut Jeberg Dertner [c] | 2:47      |
| 16.          | 〈Million Dollar Baby〉 (Coastr remix)    | Koci Agombar | Stewart Pollack Rycroft Walter Warren | Cirkut Lostboy Stewart    | 2:41      |
| 총 재생 시간 | 총 재생 시간                              | 총 재생 시간 | 총 재생 시간                          | 총 재생 시간              | 45:10     |

### 참조
- ^[c] 는 공동 프로듀서를 의미한다.
- ^[a] 는 추가 프로듀서를 의미한다.
- ^[v] 는 보컬 프로듀서를 의미한다.
- 〈Million Dollar Baby〉에는 다이앤 워런이 작곡하고 리앤 라임스가 부른 〈Can't Fight the Moonlight〉(2000)의 인터폴레이션이 포함되어 있다.
- 〈Get Outta My Heart〉에는 버나드 허먼이 작곡한 《Twisted Nerve》(1968) 스코어의 샘플 요소가 포함되어 있다.